# De Amicis (métro de Milan)
Pour les articles homonymes, voir De Amicis.
De Amicis est une station de métro à Milan, en Italie. Située sur la ligne 4 du métro de Milan entre Sant'Ambrogio et Vetra, elle a ouvert le 12 octobre 2024.